# Campeonato Europeo de Esgrima de 1982
El II Campeonato Europeo de Esgrima se realizó en Mödling (Austria) en 1982 bajo la organización de la Confederación Europea de Esgrima (CEE) y la Federación Austriaca de Esgrima.

## Medallistas

### Masculino
| Evento             | Oro                      | Plata                       | Bronce                    |
| ------------------ | ------------------------ | --------------------------- | ------------------------- |
| Florete individual | Mauro Numa · Italia      | Matthias Gey RFA            | Andrea Borella · Italia   |
| Espada individual  | Olivier Carrard · Suiza  | Ernő Kolczonay · Hungría    | Robert Felisiak · Polonia |
| Sable individual   | Tadeusz Piguła · Polonia | Andrzej Kostrzewa · Polonia | Rudolf Nébald · Hungría   |

### Femenino
| Evento             | Oro                       | Plata                      | Bronce                     |
| ------------------ | ------------------------- | -------------------------- | -------------------------- |
| Florete individual | Dorina Vaccaroni · Italia | Gertrud Stefanek · Hungría | Carola Cicconetti · Italia |

## Medallero
| Núm. | País    | Oro | Plata | Bronce | Total |
| ---- | ------- | --- | ----- | ------ | ----- |
| 1    | Italia  | 2   | 0     | 2      | 4     |
| 2    | Polonia | 1   | 1     | 1      | 3     |
| 3    | Suiza   | 1   | 0     | 0      | 1     |
| 4    | Hungría | 0   | 2     | 1      | 3     |
| 5    | RFA     | 0   | 1     | 0      | 1     |
|      | TOTAL   | 4   | 4     | 4      | 12    |